# L'Enfant des lumières
Pour plus de détails, voir Fiche technique et Distribution.
L'Enfant des lumières est un téléfilm franco-belge réalisé en 2002 par Daniel Vigne, diffusé sur France 2. Il a été diffusé en deux parties (180 minutes) ou quatre parties (208 minutes).

## Synopsis
Au XVIIIe siècle, une comtesse, anéantie par le suicide de son mari ruiné, décide de quitter les fastes parisiens pour la campagne creusoise. Elle s'installe dans la seule demeure qui lui reste, et y élève son fils unique, avec l'espoir qu'un jour il vengera la mort de son père...

## Fiche technique
- Titre original : L'Enfant des lumières
- Réalisateur : Daniel Vigne
- Scénariste : Jean-François Goyet d'après le roman de Françoise Chandernagor du même nom
- Producteur : Jean-Pierre Guérin
- Société de production : France 2, Arte France et RTBF
- Pays d'origine : France
- Genre : film dramatique
- Durée : quatre épisodes de 52 minutes ou deux épisodes de 90 minutes
- Date de diffusion: 8 avril 2002 sur France 2

## Distribution
- Nathalie Baye : la comtesse Diane de Breyves
- Jocelyn Quivrin : Alexis
- Rémi Allemand : Alexis (enfant)
- Sylviane Goudal : Babeth
- David Bennent : Hyacinthe Mignon
- Marianne Basler : Angélique
- Jean-Yves Berteloot : M. d'Agincourt
- Jean-Pierre Jorris : Frécourt
- Olivier Achard : Léveillé
- Catherine Alcover : Mme de Meillant
- Pierre Aussedat : le curé
- Daphné Baiwir
- Grégoire Baldari : le préfet
- Philippe Beautier : Martial
- Martin Belcour : Jeannot
- Gaëlle Billaut-Danno
- Julie Bonnefond : Hélène (petite)
- Cyrille Bonnet : Gros Sylvain (grand)
- René Bourdet : Mathieu
- Jean Bruneteau : un autre garçon (petit)
- Richard Chevallier : le père Jean
- Olivier Claverie : Pierre de Civry
- Philippe Desnier : le chef des gens d'armes
- John Dobrynine : le chirurgien
- Maxime Gorge : Gros Sylvain (petit)
- Sonia Hell : la bonne de la comtesse
- Stéphane Jobert : Gabelou
- Chloé Lambert : Hélène (grande)
- Serge Larivière : Panchaud
- Thomas Leruth : Claude Vallentin (grand)
- Johan Leysen : Henri de Breyves
- Albert Mathieu : Germany
- Diego Norberghen : un autre garçon (grand)
- Ludovic Paris : Raguenet
- Jean-François Perrier : Beauvais